# روبنسون (لاعب كريكت)
روبنسون (1790 بإنجلترا في المملكة المتحدة - ) (بالإنجليزية: Robinson)‏ هو لاعب كريكت بريطاني. لعب مع Middlesex county cricket teams ‏.